# Rozbicie więzienia w Kielcach
Rozbicie więzienia w Kielcach – akcja mająca na celu uwolnienie bojowników AK, NSZ i innych organizacji polskiego podziemia niepodległościowego zwalczanych przez sowieckie i polskie struktury terroru komunistycznego w Polsce (NKWD Smiersz, MBP itd.), przeprowadzona przez oddział około 200 żołnierzy Ruchu Oporu Armii Krajowej, pod dowództwem Antoniego Hedy ps. „Szary”. Odbyła się w nocy z 4 na 5 sierpnia 1945 r. W jej wyniku, przy minimalnych stratach, opanowano miasto, rozbito więzienie i uwolniono ok. 350 więźniów przetrzymywanych przez WUBP w Kielcach.
Organizacje konspiracyjne, oddziały i zgrupowania partyzanckie przeprowadziły w 1945 r. wiele spektakularnych akcji polegających na rozbijaniu więzień i uwalnianiu aresztowanych. Były one wyrazem nie tylko zbrojnego oporu antykomunistycznego, lecz także żołnierskiego braterstwa i silnej partyzanckiej więzi. Najgłośniejszą tego typu operacją zbrojnego podziemia na Kielecczyźnie było rozbicie więzienia w Kielcach, w nocy z 4 na 5 sierpnia 1945 r., przeprowadzone przez zgrupowania poakowskie kpt. Antoniego Hedy „Szarego” oraz por. Stefana Bembińskiego „Harnasia”/„Sokoła”.

## Geneza akcji
Wiosną 1945 r. stało się jasne, że władze komunistyczne nie cofną się przed zastosowaniem aresztów i terroru jako metod walki przeciw członkom organizacji konspiracyjnych i oddziałów partyzanckich z okresu okupacji niemieckiej. Represjom towarzyszyła komunistyczna nagonka propagandowa, zapoczątkowana osławionym plakatem przedstawiającym „zaplutego karła reakcji”. Jej celem było zniszczenie mitu i legendy Polskiego Państwa Podziemnego. Ogromne straty w ludziach i sprzęcie wojskowym przynosiło coraz skuteczniejsze rozpracowywanie struktur podziemia niepodległościowego i antykomunistycznego przez sowieckie służby specjalne i polski aparat bezpieczeństwa. W aresztach śledczych i więzieniach Urzędu Bezpieczeństwa i Milicji Obywatelskiej przetrzymywano tysiące Polaków.
Na Kielecczyźnie działalność podziemia niepodległościowego od 1945 r. miała taki sam charakter, jak na obszarze całego kraju. Polegała na samoobronie, czyli walce z grupami operacyjnymi sił represji, zabijaniu zdrajców, agentów i niektórych funkcjonariuszy NKWD, UB, MO, zbrojnym przeciwdziałaniu aresztowaniom, tępieniu donosicielstwa poprzez nakładanie kontrybucji, kary chłosty lub rozstrzelania, również na atakowaniu i rozbrajaniu posterunków MO, zdobywaniu środków finansowych na zorganizowanie i utrzymanie oddziałów leśnych (a także na zapomogi dla rodzin represjonowanych), ochronie ludności przed pospolitymi bandami oraz ich likwidowaniu, a także propagandzie antykomunistycznej. Fala aresztowań żołnierzy i oficerów AK, jaka przeszła przez Kielecczyznę późną wiosną i wczesnym latem 1945 r., była tragiczna w skutkach. O aresztowaniu i przetrzymywaniu w kieleckim więzieniu przy ulicy Zamkowej m.in. płk. Antoniego Żółkiewskiego „Lin”, mjr. Michała Mandziara „Siwy” oraz wielu innych oficerów, dowiedział się Antoni Heda „Szary”. W tym okresie swój udział w pracy konspiracyjnej starał się ograniczać jedynie do utrzymywania stałych kontaktów z organizacją. Jednak narastający z każdym dniem terror komunistycznej bezpieki i ponownie zapełnianie poniemieckich więzień Polakami, spowodowały natychmiastową zmianę jego nastawienia, czego skutkiem była decyzja o podjęciu próby uwolnienia aresztowanych. „Szary” postanowił ponownie zmobilizować swój oddział i uderzyć na Kielce.
Organizacje konspiracyjne, oddziały i zgrupowania partyzanckie przeprowadziły w 1945 r. wiele akcji polegających na rozbijaniu więzień i uwalnianiu aresztowanych. 10 marca 1945 r. z sandomierskiego więzienia uciekła (przy pewnej pomocy z zewnątrz) grupa około 100 akowców. Wieczorem 21 kwietnia z aresztu PUBP w Jędrzejowie uwolniła się samodzielnie (z inicjatywy kilku przetrzymywanych tam akowców) grupa około 30 aresztowanych. W nocy z 5 na 6 maja około 80-osobowe zgrupowanie partyzantów dowodzone przez kpt. Władysława Molendę „Graba” (przy pomocy kilkudziesięciu partyzantów oddziału Narodowych Sił Zbrojnych ppor. Jerzego
Radzika „Sochy”) opanowało Kozienice. Rozbrojono milicjantów znajdujących się w Komendzie Powiatowej oraz Komendzie Miejskiej Milicji Obywatelskiej. Nie udało się zdobyć Powiatowego Urzędu Bezpieczeństwa Publicznego i oswobodzić trzymanych tam więźniów. 9 września zgrupowanie por. Stefana Bembińskiego „Harnasia”–„Sokoła” (przy pomocy oddziału por. Adama Gomuły „Beja”, związanego z Narodowym Związkiem Zbrojnym) rozbiło więzienie w Radomiu. Nie udały się, podejmowane dwukrotnie, próby rozbicia więzienia w Częstochowie: najpierw w nocy z 31 marca na 1 kwietnia, a później w czerwcu. Porażką, z powodu braku odpowiedniej broni przeciwpancernej zakończył się atak na więzienie w Pińczowie. Podjęły się tego połączone oddziały partyzanckie kpr. Zbigniewa Stawowczyka „Nurta” (objął dowództwo po rannym Janie Stempkowskim „Michale”) oraz sierż. Stanisława Chmielewskiego „Buka” (grupa Narodowych Sił Zbrojnych), które w nocy z 3 na 4 czerwca uderzyły na pińczowskie więzienie.

## Przygotowania
Pod koniec czerwca 1945 r. do kpt. Antoniego Hedy „Szarego”, który przebywał u rodziny swej żony w Wolborzu, przyjechał adiutant por. Antoni Świtalski „Marian”. Przywiózł ze sobą tragiczne informacje o sytuacji na Kielecczyźnie, gdzie, podobnie jak w całym kraju, z każdym dniem narastał terror bezpieki, a poniemieckie więzienia i obozy ponownie zapełniały się Polakami. Przez Kielecczyznę przeszła późną wiosną i wczesnym latem 1945 r. fala aresztowań żołnierzy i oficerów AK. „Marian” poinformował swego dowódcę o losie, jaki spotkał zarówno jego przełożonych, jak i podkomendnych.
Niemal natychmiast rozpoczęły się przygotowania. Już na początku lipca 1945 r. kpt. Antoni Heda przyjechał na Kielecczyznę i drogą konspiracyjną nawiązał kontakt ze swymi podkomendnymi z czasu okupacji niemieckiej, którzy nadal działali w terenie. Chciał zorientować się co do możliwości przeprowadzenia akcji w Kielcach. Przez łącznika „Szynkę” dotarł do por. Edwarda Nadarkiewicza „Narewa” (w czasie „Burzy” kwatermistrza 2.
batalionu 3. pp Leg. AK), a następnie do por. Włodzimierza Dalewskiego „Szparaga”. W czasie „Burzy” był on dowódcą plutonu saperów 3. pp Leg. AK, a w 1945 r. służył w jednej z jednostek WP w Kielcach.
Heda i Dalewski spotkali się w gajówce Pogorzałe, nieopodal drogi Skarżysko-Kamienna – Radom. „Szary” przedstawiając swój pomysł rozbicia kieleckiego więzienia chciał poznać zdanie por. „Szparaga” zarówno jako sapera, jak i zaufanego oficera. Obaj zgodnie stwierdzili, że przy dobrym planie i wykorzystaniu wszystkich możliwości, w tym zwłaszcza elementu zaskoczenia, akcja ma bardzo duże szanse na powodzenie. Przystąpili zatem do działania. Por. Dalewski wrócił do Kielc z zadaniem przeprowadzenia wywiadu na temat stacjonujących w mieście jednostek wojskowych oraz sił bezpieczeństwa i milicji, zebrania informacji dotyczących ochrony więzienia i ogólnych warunków do przeprowadzenia akcji, a także wytypowania ludzi z Kielc, którzy mogliby wziąć w niej udział. Kpt. Heda przystąpił zaś do organizowania ludzi i broni w terenie.
Wstępny plan akcji rozbicia więzienia w Kielcach zakładał, że podstawowym warunkiem powodzenia przedsięwzięcia będzie udział w nim około 300 żołnierzy. Aby zorganizować tylu ludzi, „Szary” skontaktował się z działającymi nadal w terenie oficerami AK i wezwał ich do gajówki Pogorzałe. Na odprawę, która odbyła się w pierwszych dniach lipca 1945 r., stawili się: por. Tadeusz Łęcki „Krogulec”, por. Zygmunt Bartkowski „Zygmunt” i ppor. Wacław Borowiec „Niegolewski”. Każdy z oficerów złożył raport o stanach osobowych i uzbrojeniu podległych im oddziałów. Spotkanie to pozwoliło „Szaremu” określić możliwości oddziałów – okazało się, że dysponują one zbyt szczupłymi siłami, by skutecznie przeprowadzić akcję. Heda zobowiązał podkomendnych, aby do 20 lipca 1945 r. donieśli mu, ilu ludzi pod bronią będą mogli wystawić, nie informując jednak wszystkich, o jakie zadanie chodzi.
Zorganizowanie w tak krótkim czasie odpowiedniej ilości ludzi okazało się dość dużym problemem. Aby temu zaradzić, „Szary”, przy pomocy ludzi por. „Zygmunta”, skontaktował się z dowódcami oddziałów partyzanckich AK działających na terenie inspektoratu radomskiego – por. Stefanem Bembińskim „Harnasiem” – „Sokołem” i por. Henrykiem Podkowińskim „Ostrolotem”. Za zgodą przełożonego – mjr. Zygmunta Żywockiego „Wujka”, inspektora radomskiego AK, obaj oficerowie zobowiązali się, że wspomogą „Szarego” i wezmą udział w planowanej akcji. Inspektorat radomski AK wystawił łącznie około 80 żołnierzy (od „Harnasia” – 50, zaś od „Ostrolota” – 30 ludzi).

## Plan akcji
O podjęciu ostatecznej decyzji przeprowadzenia akcji rozbicia więzienia w Kielcach zadecydowały informacje zgromadzone przez por. Dalewskiego. Rozpoznana przez niego dyslokacja i liczebność oddziałów WP, KBW, Armii Czerwonej oraz jednostek UB i MO na terenie miasta Kielc, pozwoliła opracować dokładny i, jak się później okazało, bardzo skuteczny plan, podzielony na trzy podstawowe etapy:
- zorganizowanie koncentracji wszystkich grup mających wziąć udział w rozbiciu więzienia, ich aprowizacja i dozbrojenie, a w dalszej części reorganizacja poszczególnych pododdziałów oraz zapoznanie ich z przewidywanymi zadaniami;
- rekwizycja samochodów na szosie Skarżysko-Kamienna – Kielce, aby następnie przetransportować wszystkie pododdziały zgrupowania na miejsce akcji;
- rozbicie więzienia – zgrupowanie miało być podzielone na dwie grupy: szturmową, mającą dokonać ataku na więzienie i uwolnienia przetrzymywanych tam osób, oraz osłonową, ubezpieczającą całą akcję (grupę szturmową stanowił pododdział złożony z około 40 ludzi, w większości ochotników, którymi dowodził por. „Szparag” – przy grupie tej znajdował się kpt. „Szary”, który dowodził całością zgrupowania; grupę osłonową tworzyło 5 oddziałów, rozlokowanych w różnych częściach miasta, pod dowództwem: ppor. „Niegolewskiego”, por. „Harnasia” – „Sokoła”, por. „Ostrolota”, por. „Zygmunta” i por. „Sęka”).

20 lipca 1945 r. w gajówce Pogorzałe odbyła się kolejna odprawa z oficerami mającymi brać udział w akcji kieleckiej. Złożyli oni kpt. „Szaremu” szczegółowy raport o stanach osobowych i uzbrojeniu grup pozostających w ich dyspozycji. Por. Zygmunt Bartkowski „Zygmunt” dysponował około 40 ludźmi, por. Tadeusz Łęcki „Krogulec” – około 50, por. Włodzimierz Dalewski „Szparag” – około 10, ppor. Wacław Borowiec „Niegolewski” – około 15. Przewidywana liczba żołnierzy całego zgrupowania, wraz z oddziałami „Harnasia” i „Ostrolota” z inspektoratu radomskiego, wynosiła przeszło 200 ludzi. Pomimo iż był to oddział znacznie mniej liczny niż początkowo zakładano, podjęto decyzję o przeprowadzeniu akcji.
Dopiero w czasie odprawy „Szary” poinformował podkomendnych o celu działań (w obawie przed dekonspiracją do tego czasu nie wszyscy zostali dopuszczeni do tajemnicy), a następnie zapoznał ich ze szczegółami planu i przewidywanymi zadaniami dla poszczególnych pododdziałów. Termin koncentracji wyznaczono na dzień 3 sierpnia 1945 r. w lasach dalejowskich, 5 km na zachód od leśniczówki Kruk w pow. kieleckim.
Komendant „Szary” po latach tak wspominał: „Zarządziłem koncentrację żołnierzy na placówkach w powiatach. Powiadomieni zostali dowódcy kompanii, plutonów i grup. [...] Dzień przed zamierzoną akcją upozorowaliśmy uderzenie na miasteczko Szydłowiec koło Radomia, odległe od Kielc o 50 km. Do rana trwała pozorowana próba opanowania miasteczka. W pobliskich lasach rozkładaliśmy miny, które kolejno wybuchały przez cały dzień. Do zadania tego wyznaczyłem «Niegolewskiego». Tym sposobem zmusiliśmy wojskowy garnizon stacjonujący w Kielcach do opuszczenia miasta. Pociągnęli na obławę. Od samego rana wywożono ich na miejsce wybuchów i tam czesali lasy nikogo nie znajdując”.

## Akcja
4 sierpnia 1945 r., zgodnie z planem przystąpiono do akcji rozbicia więzienia w Kielcach. Już dzień wcześniej na miejsce koncentracji przybyła większość grup partyzanckich, pozostałe natomiast nadciągnęły następnego dnia rano. Niemal natychmiast przystąpiono do pierwszego etapu planu: z przybyłych grup zorganizowano pododdziały, nad którymi dowództwo objęli oficerowie wyznaczeni przez kpt. „Szarego” (dowódcom, którzy nie znali terenu, przydzielono przewodników z Kielc). Równocześnie rozpoczęto działania aprowizacyjne, a także uzupełniano braki w uzbrojeniu poszczególnych żołnierzy. W każdym z pododdziałów omówiono przewidziane dla nich zadania.
Tymczasem dziesięcioosobowy patrol pod dowództwem por. Włodzimierza Dalewskiego „Szparaga”, rozpoczął realizację drugiego etapu planu: rekwizycję wszystkich samochodów przejeżdżających szosą Skarżysko-Kamienna – Kielce. Łącznie zarekwirowano około 14 pojazdów, należących do różnych instytucji. Zatrzymano m.in. kilka samochodów KBW, a także pojazd należący do WUBP w Kielcach. Wszystkich pasażerów zarekwirowanych pojazdów, z obawy przed dekonspiracją, odprowadzano w las i trzymano pod strażą. Wśród zatrzymanych znalazło się także kilku żołnierzy KBW oraz 4 funkcjonariuszy UB.
Kilka lat później, w czasie śledztwa, Antoni Heda zeznał: „Po zameldowaniu mi tego udałem się osobiście, by porozmawiać z tymi bezpieczniakami. Funkcjonariusze ci byli odłączeni od całości ludzi zatrzymanych, pod osobną strażą od samego początku. Rozmowę jaką przeprowadziłem z nimi miała charakter czysto śledczy, w formie zadawanych pytań. Mając wiadomości, że wojsko zamierza przeprowadzić obławę na las, w którym przebywaliśmy, zapytałem ich, jak odbędzie się obława, skąd jest punkt wyjścia, [o] ilość wojska. Na co odpowiedzieli mi, że od Skarżyska na lasy w których przebywaliśmy. Kolejno zapytałem ich, co jest z mymi braćmi, aresztowanymi przez UBP w Kielcach, na co jeden z nich odpowiedział mi, że według jego wiadomości prawdopodobnie już nie żyją. Dalej zapytałem ich czy w Kielcach mają jakie[ś] wiadomości o grupie leśnej i jej zamiarach. Odpowiedzieli, że nic w Kielcach o tym nie słyszeli i nic nie było im wiadome. Takie były główne zadane im przeze mnie pytania. [...] Śledztwo to trwało około 5 godzin, z uwagi na brak czasu odszedłem rozkazując otoczyć ich szczególną uwagą, by nie zdołali zbiec. Po uzgodnieniu z oficerami z mej grupy [...] zarządziłem głosowanie, które zadecydować miało o losie tych funkcjonariuszy UBP. W głosowaniu udział brało 9 osób, w tym 3 oficerów, 3 podoficerów i 3 szeregowych”. Sąd polowy orzekł karę śmierci dla funkcjonariuszy WUBP w Kielcach: Wacława Góry, Zdzisława Ciacha, Zygmunta Zyguły i Kazimierza Mikołajczyka. Tego samego dnia, około godz. 19.00, pluton egzekucyjny wykonał wyrok.
Również około godz. 19.00 odbyła się główna odprawa dowódców poszczególnych pododdziałów, na której jeszcze raz szczegółowo umówiono wszystkie najdrobniejsze punkty planu oraz zadania każdego z pododdziałów. Do akcji rozbicia więzienia w nocy z 4 na 5 sierpnia 1945 r. przystąpiło około 200 żołnierzy AK, uzbrojonych w około 20 karabinów maszynowych, około 130 pistoletów maszynowych i 50 kbk, 3 piaty, granaty oraz znaczną ilość materiałów wybuchowych i amunicji. O godz. 21.00 padł rozkaz przestrzelenia broni, chwilę później natomiast wydano polecenie załadunku na samochody.
Zgodnie z planem, samochody z partyzantami miały przybyć do Kielc o godz. 23.00, ale z powodu opóźnienia w drodze, poszczególne pododdziały znalazły się na wyznaczonych stanowiskach dopiero około godz. 23.30. Pierwszy pododdział grupy osłonowej, w liczbie około 30 żołnierzy, dowodzony przez por. Henryka Podkowińskiego „Ostrolota”, zajął stanowiska w pobliżu Katedry z zadaniem ubezpieczania akcji od strony ul. Sienkiewicza. Drugi pododdział por. Stefana Bembińskiego „Harnasia” – „Sokoła”, w sile około 50 żołnierzy, zajął pozycje w parku, aby osłaniać działania od strony KWMO oraz blokować ewentualne natarcie 8. pułku KBW i 4. pułku piechoty. Pododdział por. Henryka Wojciechowskiego „Sęka”, liczący około 40 ludzi, również ulokował się w parku, lecz na jego przeciwległym krańcu, zabezpieczając akcję przed atakiem żołnierzy Armii Czerwonej i załogi WUBP od strony ul. Focha. Pododdział czwarty dowodzony przez por. Zygmunta Bartkowskiego „Zygmunta”, w sile 40 żołnierzy, ubezpieczał przewidywaną trasę odwrotu wszystkich oddziałów, a także zorganizował we wsi Zagórze pod Kielcami podwody dla przewiezienia ewentualnych rannych. Piąty pododdział pod dowództwem Wacława Borowca „Niegolewskiego”, liczący 10 żołnierzy, opanował pocztę główną znajdująca się przy ul. Sienkiewicza, z zadaniem zniszczenia miejskiej centrali telefonicznej.
Po opanowaniu kluczowych punktów w mieście i zablokowaniu ważniejszych siedzib sił represji, partyzanci przeprowadzili udany szturm na budynki więzienne i uwolnili 354 więźniów. Akcja charakteryzowała się wysoką skalą trudności (atak partyzantów w centrum miasta wojewódzkiego) oraz niewielkimi straty po obu stronach (zginął jeden partyzant z oddziału kpt. „Szarego”, 1 oficer z Armii Czerwonej ciężko ranny zmarł w szpitalu, 1 milicjant również ciężko ranny zmarł w szpitalu).
Rozbicie więzienia kieleckiego zostało przedstawione w kilku dokumentach wytworzonych przez aparat represji. W raporcie Wojewódzkiego Urzędu Bezpieczeństwa Publicznego w Kielcach z 5 sierpnia 1945 r., wysłanym do Ministerstwa Bezpieczeństwa Publicznego w Warszawie, donoszono:
„Napad został dokonany w sposób następujący: banda reakcjonistów w sile dwóch kompanii podeszła z trzech stron a mianowicie, od strony ul. Zamkowej (Park Miejski), drugie przez bramę Urzędu Wojewódzkiego, trzecie od Katedry przez podwórze biskupie. Obrzucając granatami i ostrzeliwując z karabinów maszynowych dwóch żołnierzy wartowników, raniąc ich ciężko, w ten sposób oczyścili sobie drogę do bramy głównej. Następnie działami przeciwpancernymi rozbili bramę główną. Bramowy strażnik słysząc co się dzieje, wszczął alarm, bijąc w gong, czym zaalarmował cały personel więzienny i rezerwę, jednocześnie chciał telefonować do Urzędu Bezpieczeństwa, lecz telefon był już uszkodzony, zaś światło na całym terenie więziennym zgasło. Na skutek alarmu skoszarowani strażnicy i żołnierze wybiegli z bronią, lecz natychmiast zostali tak silnie obrzuceni granatami i strzałami z karabinów maszynowych, że zmuszeni byli cofnąć się na korytarz i z ukrycia strzelać z okien i drzwi.
Wobec nieotrzymania pomocy z zewnątrz straż została opanowana, nadmieniam, że strażnicy, jak i żołnierze strzelali do ostatniego naboju. Pierwsza część reakcjonistów wdarła się przez bramę rozbitą dynamitem i wysadzała drzwi, naprzód na oddziale trzecim a później na oddziałach drugim, pierwszym, czwartym, piątym (oddział kobiecy). Następnie wysadzając dynamitem kraty, na oddziałach dobijali się do cel, zaś drzwi w celach wysadzali dynamitem i łupkami drzewa. Kluczy od bramy głównej, oddziałów i cel nie mogli zdobyć, gdyż takowe były zachowane w piwnicy. W walce obronnej został raniony naczelnik więzienia Konstanty Mastelarz, którego skierowałem do Szpitala Miejskiego. Razem cel było 56, w czym pozostały 4 cele, z reszty cel zostali więźniowie rozpuszczeni i zabrali ich ze sobą reakcjoniści. Walka pomiędzy reakcjonistami a obsługą więzienia trwała 1 godzinę 30 minut. Po uchwyceniu jednego bandyty, który brał udział w napadzie, w toku śledztwa zeznał, że banda była pod dowództwem „Szarego”.
Po dwugodzinnej operacji reakcjoniści wraz z więźniami opuścili więzienie udając się w kierunku ulicy Bandurskiego. Uwagi: każdego dnia wieczorem klucze więzienia zabierał Wojewódzki Urząd Bezpieczeństwa Publicznego w Kielcach przy ul. Focha. Dnia 3 sierpnia i 4 VIII 1945 r. klucze pozostały na dyżurce w więzieniu”.

## Skutki akcji
Według danych milicji uwolnionych zostało 354 więźniów. Sam Heda szacował ich liczbę na 600–700. Wielu z nich uniknęło ciężkich represji ze śmiercią włącznie. Ukryli się, część uciekło potem z kraju.
Po zaistniałych wydarzeniach siły represji podjęły zakrojone na dużą skalę poszukiwania partyzantów. Już 6 sierpnia 1945 r. na terenie pow. kieleckiego rozpoczęła się obława z udziałem: 200 żołnierzy z 8. pułku KBW, 115 funkcjonariuszy Urzędu Bezpieczeństwa (80 z tzw. oddziału szturmowego, 20 z WUBP i 15 z PUBP w Kielcach) oraz 160 funkcjonariuszy NKWD.
Akcje uwalniania więźniów z obozów, więzień, siedzib Urzędów Bezpieczeństwa Publicznego, aresztów Milicji Obywatelskiej, konwojów oraz ze szpitali były najbardziej spektakularnymi operacjami polskiego podziemia niepodległościowego wymierzonymi w sowieckie siły okupacyjne i służby „rodzimego” komunistycznego reżimu. Działania te, podejmowane w ramach samoobrony, były bardzo dotkliwe dla władzy komunistycznej i mocno nadwerężały jej wizerunek.
Oprócz uwolnienia więźniów oraz pokazania siły i skuteczności działań podejmowanych przez podziemie niepodległościowe (m.in. czynnik propagandowy), akcje partyzantów w Kielcach i Radomiu pociągnęły za sobą zmiany personalne w kierownictwie Wojewódzkiego Urzędu Bezpieczeństwa Publicznego. Minister bezpieczeństwa publicznego gen. Stanisław Radkiewicz „z dniem 1 października 1945 r.” odwołał ze stanowiska kierownika WUBP w Kielcach mjr. Adama Korneckiego „za niewywiązywanie się z kierownictwa powierzonego Urzędu i złą organizację pracy agenturalno-operacyjnej, w wyniku czego miały miejsce napady bandyckie na więzienia w Kielcach i Radomiu”. Na jego miejsce powołany został kpt. Kazimierz Szczepanik, dotychczasowy zastępca
kierownika WUBP w Kielcach.
Niektórzy z uwolnionych:
- płk Antoni Żółkiewski „Lin” (zmarł podczas ucieczki na atak serca)
- ppłk Michał Mandziara ps. „Siwy”
- kpt. Józef Wyrwa ps. „Stary”
- por. Ludwik Wiechuła ps. Jeleń
- Stanisław Kosicki
- Konrad Suwalski ps. „Mruk” – nie został uwolniony, gdyż przebywał w celi śmierci, których nie zdążono wysadzić

## Upamiętnienie
Walki żołnierza polskiego w Kielcach zostały upamiętnione na Grobie Nieznanego Żołnierza w Warszawie napisem na jednej z tablic po II wojnie światowej: „KIELCE 4 – 5 VIII 1945”.
Od 2009 roku corocznie organizowane są rekonstrukcje rozbicia więzienia przygotowywane przez Stowarzyszenie Rekonstrukcji Historycznych „Jodła”.